# Donald Guerrero
Donald Guerrero Ortíz (San José de Ocoa, 6 de noviembre de 1958) Es un empresario, catedrático y economista dominicano. Fundador y CEO de Axis Automotive Group. Ocupó el cargo de Ministro de Hacienda de la República Dominicana desde el 16 de agosto de 2016 hasta el 16 de agosto de 2020.

## Biografía
Nació en San José de Ocoa el 6 de noviembre de 1958, hijo de Ángel Donald Guerrero Martínez y Francia Ortiz Arias. Es licenciado en Economía por el Instituto Tecnológico de Santo Domingo (INTEC), donde también completó estudios de postgrado en Administración. Posteriormente, obtuvo una maestría en Finanzas en la University of Maryland y realizó un postgrado en Banca y Finanzas en el Chase Manhattan Bank, en San Juan, Puerto Rico.
Se desempeñó como vicepresidente de la Banca Corporativa del Chase Manhattan Bank y segundo vicepresidente de Banca Institucional en la misma entidad, donde también fue gerente de Crédito. Fue vicepresidente de Crédito del Banco Intercontinental, director comercial de Reid & Pellerano y vicepresidente ejecutivo del Listín Diario.
En el ámbito académico, Guerrero Ortiz fue profesor de Microeconomía y Economía de Empresa en la Universidad Nacional Pedro Henríquez Ureña, además de impartir Finanzas Internacionales y Corporativas a nivel de posgrado en INTEC. También enseñó Estrategia de Negocios en la Pontificia Universidad Católica Madre y Maestra.
En el ámbito empresarial, es fundador y CEO de Axis Automotive Group, un conglomerado de concesionarios en Puerto Rico. Su incursión en la industria automotriz comenzó en enero de 1996 con la adquisición de las facilidades de Servicio Toyota de Pedro Gómez. La empresa representa marcas reconocidas como Autogermana BMW, Autogermana Mini, Autocentro Nissan, Autocentro Chrysler, Dodge, Jeep, Ram y Autocentro.

## Carrera política

### Ministro de Hacienda
Mediante el decreto presidencial 201-16 fue nombrado ministro de Hacienda en sustitución de Simón Lizardo Amézquita en 2016, cargo que ocupó hasta el 16 de agosto de 2020. 

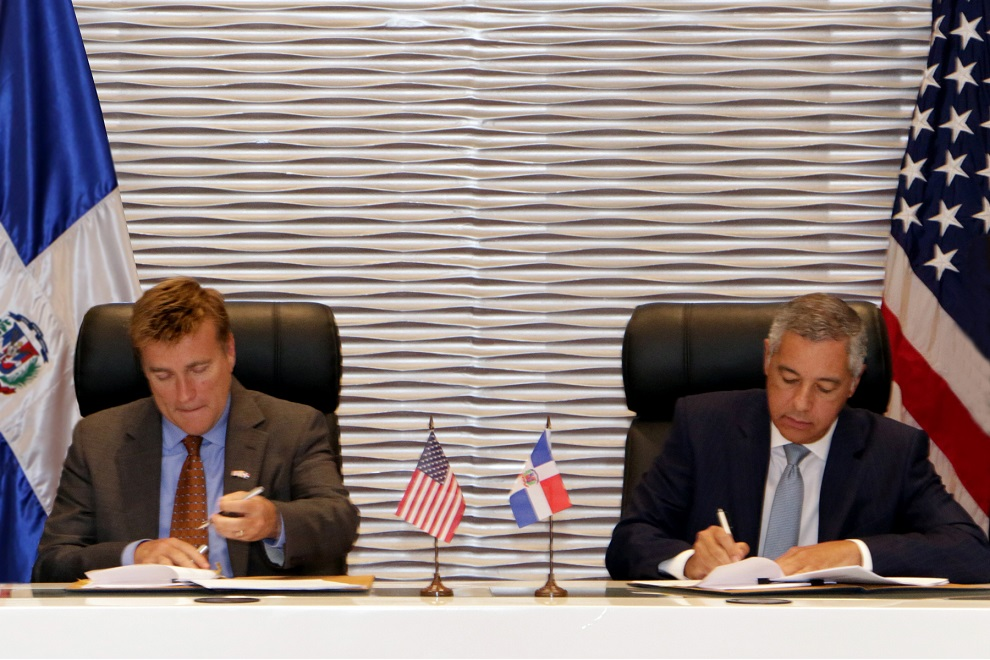
Wally Brewster y Donald Guerrero

En septiembre de 2016, en representación del gobierno dominicano, Donald Guerrero firmó un convenio con el gobierno de Estados Unidos para la implementación de la Ley de Cumplimiento Fiscal de Cuentas en el Extranjero (FATCA).
Con este acuerdo, ambos países se comprometieron a intercambiar información financiera con el objetivo de fortalecer el cumplimiento de la tributación internacional, lo que representó un avance significativo en la cooperación y transparencia entre ambas naciones.

## Reconocimientos
La revista británica The Banker, del grupo editorial de Financial Times, seleccionó a Donald Guerrero Ortiz como el ministro de Hacienda del Año 2018 a nivel de las Américas. La revista financiera con sede en Londres, otorga este reconocimiento a los ministros de finanzas que contribuyeron a dinamizar la economía y mejorar la gobernanza de sus países Fue escogido entre los tres primeros ministros del “Ranking 2016: Los Mejores Ministros de Finanzas de América Latina” publicado por la revista de negocios, economía y finanzas de la región, AméricaEconomía.